# U-70号潜艇 (1940年)
U-70号（德語：U 70）是纳粹德国战争海军建造的568艘VII-C型潜艇（或称U艇）之一。它由基尔的日耳曼尼亚船厂承建，于1940年10月12日下水，至同年11月23日交付使用。第二次世界大战期间，该艇仅执行过一次巡逻作战，共击沉1艘、击伤3艘同盟国或中立国舰船，累积总吨位为21,304吨。1941年3月7日，U-70号在冰岛东南部的北大西洋被英国轻型护卫舰山茶号和浆果鹃号以深水炸弹击沉，艇内20名官兵死亡、25人幸存。

## 设计
VII-C型是VII级潜艇的第三次、也是最有价值的改进型。它搭载了被称为“S装置”的新式主动声呐系统，为了容纳这种新设备，VII-C型的艇体尺寸有所增加，并重新设计了鞍状水舱，在其两侧各增加了一个可提供储备浮力的小型浮舱，有利于潜艇完成快速下潜。U-70号的全长为67.10米，舷宽6.20米、并有4.74米的吃水深度，水上和水下排水量分别为769吨和871吨。该艇采用双轴设计，具有两副直径为1.23米的三叶螺旋桨。在机械系统方面，VII-C型艇也得到了升级：通过艇上配备的燃油过滤系统，柴油机润滑系统的使用受命得以延长，也为不同润滑剂在艇上机械设备上混合使用留足了余地。原先前型艇用于发射鱼雷和主压载舱吹除操作的电动空气压缩机则改为容克斯的柴动压缩机，从而减小了对艇上电气系统的依赖；此外，该型艇还装配了更为现代化的电力转换系统。动力由两台日耳曼尼亚生产的F46型六缸四冲程1,400匹公制馬力（1,000千瓦特）涡轮增压柴油机用于水面运行，以及两台AEG提供的GU 460/8-276型375匹公制馬力（280千瓦特）双作用电动发电机用于水下航行；水面最高航速17.7節（32.8每小時），水下7.6節（14.1每小時）；能够在水面以10節（19每小時）航速续航8,500海里（15,700），或以4節（7.4每小時）连续在水下航行80海里（150）而无需充电。
武器装备方面，U-70号装备有五具内置式鱼雷发射管——艇艏四具、艇艉一具。其艇艉的鱼雷发射管设计在耐压壳体内部、两片舵之间，鱼雷可以由此向外发射。在轮机舱甲板下方还配备了用于艇艉的鱼雷装填系统，耐压壳体与甲板室之间一前一后还设计有外置鱼雷贮存装置，因此U-70号可携带14枚G7型鱼雷或最多26枚TMA型水雷（TMB型则为39枚）。此外，该艇还搭载有一门配备220发弹药的88毫米35式速射炮以及一门配备1,195发弹药20毫米30式高射炮作为甲板炮。其标准船员编制为4名军官及40－56名水兵。

## 历史
1938年5月30日，海军造舰局将首批八艘VII-C型潜艇（U-69至U-70号、U-93至U-98号）的建造合同发包予基尔的日耳曼尼亚船厂。其中U-70号于1939年12月19日开始铺设龙骨，建造序列为604。经过近十个月的建造，它于1940年10月12日下水，至同年11月23日在曾担任U-6和U-59号艇长的海军上尉约阿希姆·马茨的指挥下交付使用。完成海试后，该艇加入驻基尔的第7潜艇区舰队，先是在波罗的海进行战备训练，进而自1941年2月起作为前线艇服役，直到一个月后沉没。与当时大多数德国U艇一样，U-70号在瞭望塔上漆有专属的艇徽：一个铁拳图案，上书“Götz von Berlichingen”字样。
第二次世界大战期间，U-70号曾执行过一次巡逻，共击沉1艘、击伤3艘同盟国或中立国舰船，累积总吨位为21,304吨。

### 作战巡逻
U-70号在马茨上尉的指挥下于1941年2月20日离开执行首次作战巡逻，从此再未归航。穿过威廉皇帝运河并在黑尔戈兰岛经停后，该艇前往北大西洋游弋。2月26日，无护航的瑞典货船哥德堡号（Göteborg）首先在冰岛东南部被马茨击沉。3月7日，U-70号在冰岛东南部发现并袭击了正从利物浦驶向北美洲的盟军OB-293号护航队。其幸存船员声称他们于04:45的第一轮袭击中命中了三艘船，第二次轮袭击又击中了另一艘船。事实上，该艇在第一轮袭击中命中的是分别身处71号和61号阵位的英国油轮艾瑟比奇号（Athelbeach）和货船德利连号（Delilian），在第二轮袭击中又命中荷兰油轮迈德雷赫特号（Mijdrecht）。其中德利连号在大约在04:50率先被一枚鱼雷击中右舷，但仍可自行返抵港口。艾瑟比奇号于06:40再被U-99号发射的鱼雷命中，至07:30由后者以火炮击沉。而迈德雷赫特号是在试图营救德利连号的船员时被U-70号一枚鱼雷击中右舷轮机舱舱壁前部。船长在右舷船头发现了U-70号的潜望镜，遂以7節（13每小時）的速度撞向潜艇，并向护航舰报告了敌人的位置，随后自行返抵港口。
碰撞导致U-70号的司令塔严重受损，但耐压壳体完好无损，马茨决定离开船队检查受损情况。08:15左右，为船队护航的英国轻型护卫舰山茶号在前方约7.5公里处发现了这艘潜艇，并发起攻击，迫使马茨紧急下潜。前者发出警报，召来另一艘轻型护卫舰浆果鹃号。山茶号的潜艇探索器（Asdic）无法发挥作用，尽管如此，它还是凭借“目视”投下了六枚深水炸弹。09:25，浆果鹃号抵达，以Asdic取得了明确接触，并在两次短暂的连续攻击中投下十二枚深水炸弹。通过浆果鹃号的Asdic接触，山茶号也再次发起攻击，并投下另外六枚深水炸弹。由于进水严重，U-70号在12:44的最后一次袭击后被迫浮出水面。在两艘护卫舰的炮火下，所有船员都弃艇逃生，不久潜艇便在60°15′N 14°00′W / 60.250°N 14.000°W沉没。浆果鹃号共救起25名幸存者，但仍有20人在此之前溺水身亡。

## 袭击历史摘要
| 日期          | 船名         | 船籍 | 吨位  | 结局 |
| ------------- | ------------ | ---- | ----- | ---- |
| 1941年2月26日 | 哥德堡号     | 瑞典 | 820   | 击沉 |
| 1941年3月7日  | 艾瑟比奇号   | 英国 | 6,568 | 击伤 |
| 1941年3月7日  | 德利连号     | 英国 | 6,423 | 击伤 |
| 1941年3月7日  | 迈德雷赫特号 | 荷蘭 | 7,493 | 击伤 |

## 脚注
1. ↑  威廉生，第11頁.
2. ↑  加洛普，第74頁.
3. 1 2  Gröner 1991，第43–46頁.
4. ↑  加洛普，第72頁.
5. 1 2  . U-Boot-Archiv.   [2024-10-10]. （原始内容存档于2025-01-20）.
6. 1 2  Helgason, Guðmundur. . German U-boats of WWII - uboat.net.   [2024-10-10]. （原始内容存档于2024-12-13）.
7. ↑  Högel，第49頁.
8. 1 2  Helgason, Guðmundur. . German U-boats of WWII - uboat.net.   [2024-10-10]. （原始内容存档于2008-09-05）.
9. ↑  Helgason, Guðmundur. . German U-boats of WWII - uboat.net.   [2024-10-10]. （原始内容存档于2024-09-20）.
10. ↑  Helgason, Guðmundur. . German U-boats of WWII - uboat.net.   [2024-10-10]. （原始内容存档于2024-09-20）.
11. ↑  Helgason, Guðmundur. . German U-boats of WWII - uboat.net.   [2024-10-10]. （原始内容存档于2020-10-19）.
12. 1 2  Helgason, Guðmundur. . German U-boats of WWII - uboat.net.   [2024-10-10]. （原始内容存档于2024-09-20）.
13. ↑  Blair，第304–305頁.
14. ↑  Busch & Röll，第21頁.